# 渡邉浩史郎
渡邉 浩史郎（わたなべ こうしろう、1996年10月28日 - ）は、競技麻雀のプロ雀士。東京都出身。
日本プロ麻雀連盟所属。団体内の段位は三段。趣味は、着物と民俗学。

## 獲得タイトル
- The Legend of Dragon Youth2020優勝[4]
- 2024開幕式特別記念大会優勝